# 彭汝礪
彭汝礪（1042年—1095年），字器資，饒州鄱陽（今江西波陽）人。
彭汝方之兄長。英宗治平二年（1065年）第一名進士（狀元），授保信軍推官，武安軍掌書記。元豐初年，出京爲江西轉運判官，徙提點京西刑獄。哲宗元祐二年（1087年），爲起居舍人，一年後升中書舍人。紹聖二年（1095年）正月，召爲樞密都承旨，未及赴而卒。著有《易義》、《詩義》、詩文五十卷，已佚。後人輯其遺詩爲《鄱陽集》十二卷。